# Phyllonorycter cerisolella
Phyllonorycter cerisolella là một loài bướm đêm thuộc họ Gracillariidae. Nó được tìm thấy ở Pháp.
Ấu trùng ăn Sorbus species. Chúng ăn lá nơi chúng làm tổ. They create a upper-surface tentiform mine.